# Robert Hermanson
Robert Fredrik Hermanson (født 2. februar 1846 i Uleåborg, død 10. december 1928) var en finsk retslærd.
Hermanson blev Student 1861, mag. phil. 1869, cand. jur. 1875, Dr. jur. 1881, virkede først ved Universitetsbiblioteket i Helsingfors og i praktisk-juridiske Stillinger,
indtil han 1881 blev Docent, 1884—1908 Prof. ved Univ. i Helsingfors. Som Lærer og Forf. har H. i første Linje behandlet Stats- og Folkeretten. I legislativ Syssel har han taget Del
som Medlem af forsk. Lovkommissioner, særlig af stats- og kirkeretlig Art og virket som valgt af Åbo Stifts Præsteskab i adskillige Landdage, for den kirkelige Mission nærer han
varm Interesse. Foruden en lang Rk. Afhandlinger, navnlig i »Tidskrift utgifven af Juridiska Föreningen i Finland«, »Teologisk Tidskrift«, »Finsk Tidskrift« o. a. har H. skrevet »Om
lagstiftningen, dess begrepp och förhållande till öfriga statliga funktioner« (1881), »Om Finlands ständer, deras förhällande till monarken och till folket« (1884), »Finlands statsrättsliga
ställning« (1892; ogsaa paa Russisk). »I den finländska frågan« (1908; ogsaa paa Russisk), »1917 års landdag. Några anmärkningar« (1917) o. m. a. H.’s Forelæsninger over finsk Forfatnings-
og Forvaltningsret samt over Folkeretten er udgivne efter stenografisk Gengivelse af M. Colliander, G. Palmgren og Hjalmar Nyquist. 1919 udkom H.’s Forelæsninger ved Univ. i
Upsala: »Det rätta och dess samband med religiösa sanningar«. Af Værker kan endvidere nævnes: »I Ålandsfrågan« (1920), »Den svenska frågan i Finland« (1921).